# 杰克·查尔顿
约翰·"杰克"·查尔頓，OBE（1935年5月8日—2020年7月10日）出生於英格蘭北部諾森伯蘭的阿士頓，前英格蘭足球运动員，是1966年英格蘭奪得世界盃的成員之一，司職中堅，畢生只曾效力列斯聯。退役後擔任領隊，帶領愛爾蘭取得理想成績。

## 球員生涯

### 出道以前
積·查爾頓生於足球世家，姨丈是著名球星積奇·米爾般（Jackie Milburn），但少年時期並沒有表現成為出色足球員的潛質，光芒完全被弟弟博比所掩蓋，當博比加盟曼聯時，積·查爾頓還在軍中服役。
1950年積·查爾頓在煤礦場只工作了一天便放棄，轉而投考警察，同時的球探在一場業餘球賽中發現司職中堅的積奇而安排試腳，但試腳日期與警察面試日期相撞，積·查爾頓選擇出席試腳，因表現出色而獲學徒合約，更於1952年轉為職業球員。

### 出道早期
五十年代的列斯聯一直都僅能徘徊在中下游，但在積·查爾頓帶領下，於1957年升上頂級的甲組聯賽。之後利物浦和曼聯都曾經出價斟介積·查爾頓，但列斯聯都嫌出價不合心意而拒絕。之後積·查爾頓就一直留在列斯聯，並成為球隊的中堅，鎮守後防中路。1964年積·查爾頓協助球會升上甲組聯賽（相當於現在的英超），翌季亦幾乎贏得聯賽和足總杯冠軍，可是都功虧一簣，聯賽被曼聯反壓，杯賽則在決賽以1-2敗于利物浦。
之後積·查爾頓被當時英格蘭領隊南西（Alf Ramsey）徵召，出賽1966年世界杯。當屆由英格蘭當主辦國，決賽週時積·查爾頓協助英格蘭打入第二圈，之後在次圈打阿根廷，再於四強擊敗當時號稱「神奇球隊」的葡萄牙。進入決賽後他們還上當時的強隊西德，他們在比賽最終以4-2贏出而取得世界杯冠軍。

### 晚期生涯
回到列斯聯後，積·查爾頓繼續其球員生涯，在期間他終於協助列斯聯贏得一屆聯賽冠軍（1968-69）、一個聯賽杯冠軍（1968年）。同時列斯聯還打入過歐洲賽，贏得歐洲足協杯（1968年）。在球員生涯中，積·查爾頓主要都在晚期取得多個重要榮譽。
1970年，積·查爾頓再次出戰世界杯，不過這次英格蘭成績則遠遜於上屆。英格蘭在打入次圈後，再次遇上上屆的亞軍西德，結果落敗出局。賽後積·查爾頓還向領隊南西表示退出國家隊。
積·查爾頓在職業生涯晚期仍然取得不俗成績，比較值得一提的乃有1971年聯賽冠軍，一個足總杯冠軍（1971年），以及贏得歐洲足協杯冠軍（1971年）。不過在1973年球季，積·查爾頓因傷缺陣差不多一個球季，而在這季以後，他亦以38歲高齡，宣告退出球員生涯。

## 領隊生涯

### 球會
退役後，積·查爾頓擔任過米杜士堡教頭，甫執教一季已帶領球會升級，被選為1974/75年度最佳教練。當時才退役不久便備受追捧，積·查爾頓風頭可謂一時無兩。
積·查爾頓於1977年離職，之後執教了錫周三。如同米杜士堡時，積·查爾頓也順利帶領球隊升上頂級聯賽。他於1983年再被米杜士堡招攬，但僅一季便轉投鄰市的紐卡素。在紐卡素，積·查爾頓跟球會支持者發生不和，結果只好辭職。

### 愛爾蘭國家隊
離開紐卡素不久後，積·查爾頓轉到鄰國愛爾蘭，執掌愛爾蘭國家足球隊。當時愛爾蘭擁有多名頂級球員，包括林·柏拉迪（Liam Brady）、朗尼·韋倫（Ronnie Whelan）、大衛·奧拉利（David O'Leary）等等，但國際賽成績卻一片空白。
積·查爾頓起用了一些以往未被國家隊召用的球員，例如約翰·艾德里治（John Aldridge）和雷·候頓（Ray Houghton）。1988年，他們成功闖入了歐國盃決賽週，乃多年來首次晉身大型國際賽。愛爾蘭在分組賽被編在與英格蘭、荷蘭和蘇聯同組。積·查爾頓先在第一場以1-0擊敗英格蘭，繼後還以1-1迫和當時具實力的蘇聯。當屆愛爾蘭最後未能打入第二圈，主因是最後一場被荷蘭以1-0擊敗。不過該年積·查爾頓仍獲年度世界足球最佳教練第二名。
1990年，積·查爾頓帶領愛爾蘭打入世界盃。當屆愛爾蘭以小組第二名出線，其間在十六強遇上「黑馬」羅馬尼亞，要踢至互射十二碼分勝負，結果愛爾蘭以5-4贏出；直到八強遇上主辦國意大利，才以0-1落敗。
愛爾蘭沒有晉身歐國盃，但仍能晉身94世界盃。當屆愛爾蘭被編在與意大利、墨西哥與挪威同組，也能打入第二圈，但在第二圈遇上了荷蘭，終被淘汰告終。
隨著國家隊老化，愛爾蘭成績開始走下坡，在進軍歐國盃失敗後，積·查爾頓終於離職，結束與愛爾蘭長達十年的賓主關係。

## 外部連結
- 英格蘭足球名人堂簡介